# العلاقات الأرمينية البالاوية
العلاقات الأرمينية البالاوية هي العلاقات الثنائية التي تجمع بين أرمينيا وبالاو.

## مقارنة بين البلدين
هذه مقارنة عامة ومرجعية للدولتين:
| وجه المقارنة                                              | أرمينيا                    | بالاو                         |
| --------------------------------------------------------- | -------------------------- | ----------------------------- |
| المساحة (كم2)                                             | 29.74 ألف                  | 465                           |
| عدد السكان (نسمة)                                         | 2.93 مليون                 | 21.73 ألف                     |
| الكثافة السكانية (ن./كم²)                                 | 98.52                      | 4.67 ألف                      |
| العاصمة                                                   | يريفان                     | نغيرولمود، كورور              |
| اللغة الرسمية                                             | لغة أرمنية                 | لغة إنجليزية، اللغة البالاوية |
| العملة                                                    | درام أرميني                | دولار أمريكي                  |
| الناتج المحلي الإجمالي (بليون دولار)                      | 11.54 مليار                | 291.54 مليون                  |
| الناتج المحلي الإجمالي (تعادل القوة الشرائية) بليون دولار | 25.41 مليار                | 326.12 مليون                  |
| الناتج المحلي الإجمالي الاسمي للفرد دولار أمريكي          | 3.49 ألف                   | 13.50 ألف                     |
| الناتج المحلي الإجمالي للفرد دولار أمريكي                 | 8.07 ألف                   | 14.76 ألف                     |
| مؤشر التنمية البشرية                                      | 0.743                      | 0.780                         |
| رمز المكالمات الدولي                                      | +374                       | +680                          |
| رمز الإنترنت                                              | .am، .հայ ‏                 | .pw                           |
| المنطقة الزمنية                                           | ت ع م+04:00، توقيت أرمينيا | ت ع م+09:00                   |

## منظمات دولية مشتركة
يشترك البلدان في عضوية مجموعة من المنظمات الدولية، منها:
| علم المنظمة | اسم المنظمة                        | تاريخ انضمام أرمينيا | تاريخ انضمام بالاو |
| ----------- | ---------------------------------- | -------------------- | ------------------ |
|             | مؤسسة التنمية الدولية              | 25 أغسطس 1993        | 16 ديسمبر 1997     |
|             | الأمم المتحدة                      | 2 مارس 1992          | 15 ديسمبر 1994     |
|             | البنك الدولي للإنشاء والتعمير      | 16 سبتمبر 1992       | 16 ديسمبر 1997     |
|             | بنك التنمية الآسيوي                | 2005                 | 2003               |
|             | منظمة حظر الأسلحة الكيميائية       | ?                    | ?                  |
|             | مؤسسة التمويل الدولية              | 18 أبريل 1995        | 16 ديسمبر 1997     |
|             | وكالة ضمان الاستثمار متعدد الأطراف | 5 ديسمبر 1995        | 16 ديسمبر 1997     |
|             | يونسكو                             | 9 يونيو 1992         | 20 سبتمبر 1999     |

## وصلات خارجية
- موقع وزارة الخارجية الأرمينية